# Nettetal
Nettetal é uma cidade da Alemanha localizada no distrito de Viersen, região administrativa de Düsseldorf, estado da Renânia do Norte-Vestfália.

## Bairros
(censo de 31 de dezembro de 2005)
1. Lobberich (13.959)
2. Kaldenkirchen (9.920)
3. Breyell (8.210)
4. Hinsbeck (5.254)
5. Leuth (2.168)
6. Schaag (3.749)

## Demografia
Evolução da população:
- 31 de dezembro de 2008: 42.250
- 31 de dezembro de 2007: 42.341
- 31 de dezembro de 2006: 42.412
- 31 de dezembro de 2005: 42.434
- 31 de dezembro de 2000: 41.871

## Geminações
- Caudebec-en-Caux, França
- Fenland, Reino Unido
- Ełk, Polónia
- Rochlitz, Alemanha

## Cidadãos notórios
- Werner Jaeger (Lobberich, 1888—1961), filólogo

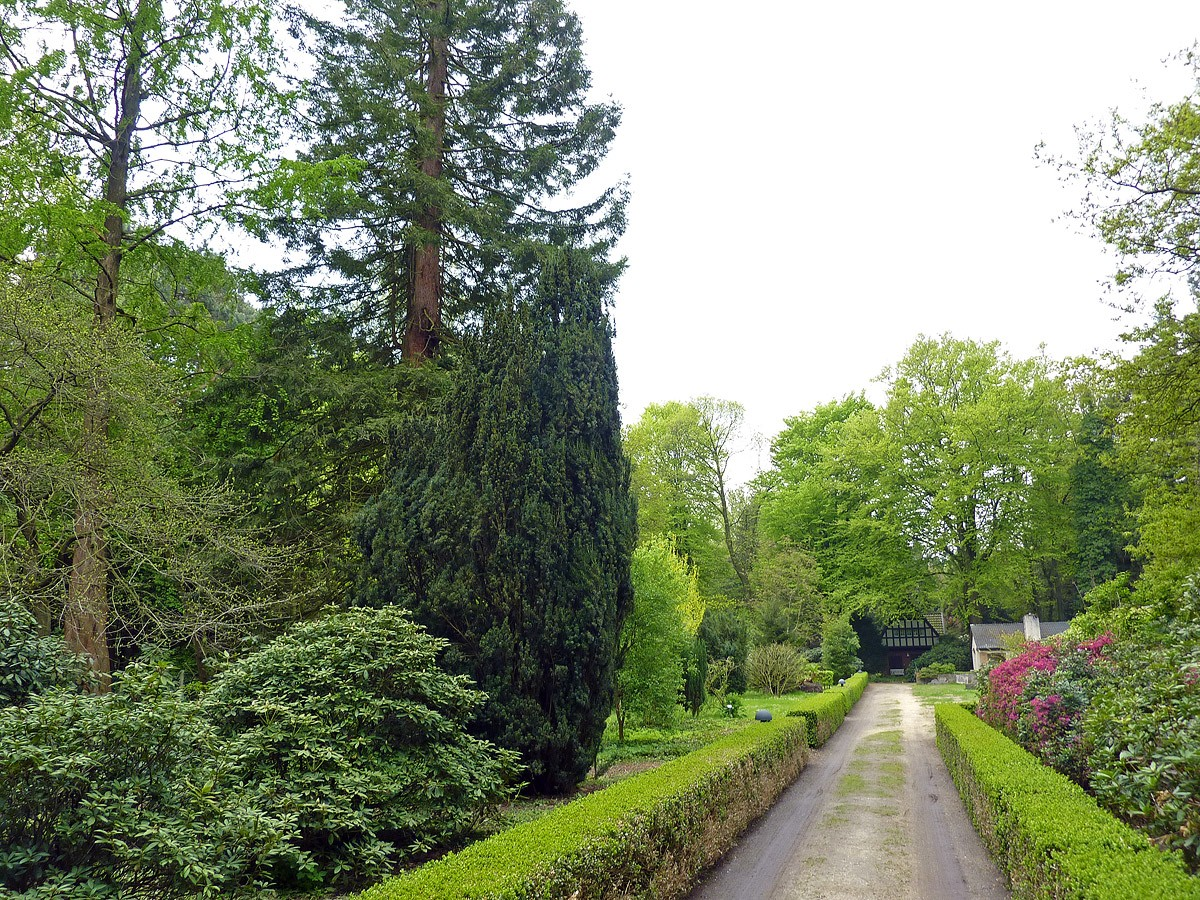
Arboretum Sequoiafarm Kaldenkirchen